# آرکادی قوکاسیان
آرکادی قوکاسیان (ارمنی: Արկադի Ղուկասյան؛ زادهٔ ۲۲ ژوئن ۱۹۵۷) یک سیاست‌مدار ارمنی است که از ۸ سپتامبر ۱۹۹۷ تا ۷ سپتامبر ۲۰۰۷ به عنوان سومین رئیس‌جمهور جمهوری آرتساخ خدمت نمود. وی پیشتر از ۲۳ ژوئیه ۱۹۹۳ تا ۸ سپتامبر ۱۹۹۷ سمت وزیر امور خارجه جمهوری آرتساخ را برعهده داشت.

## نگارخانه

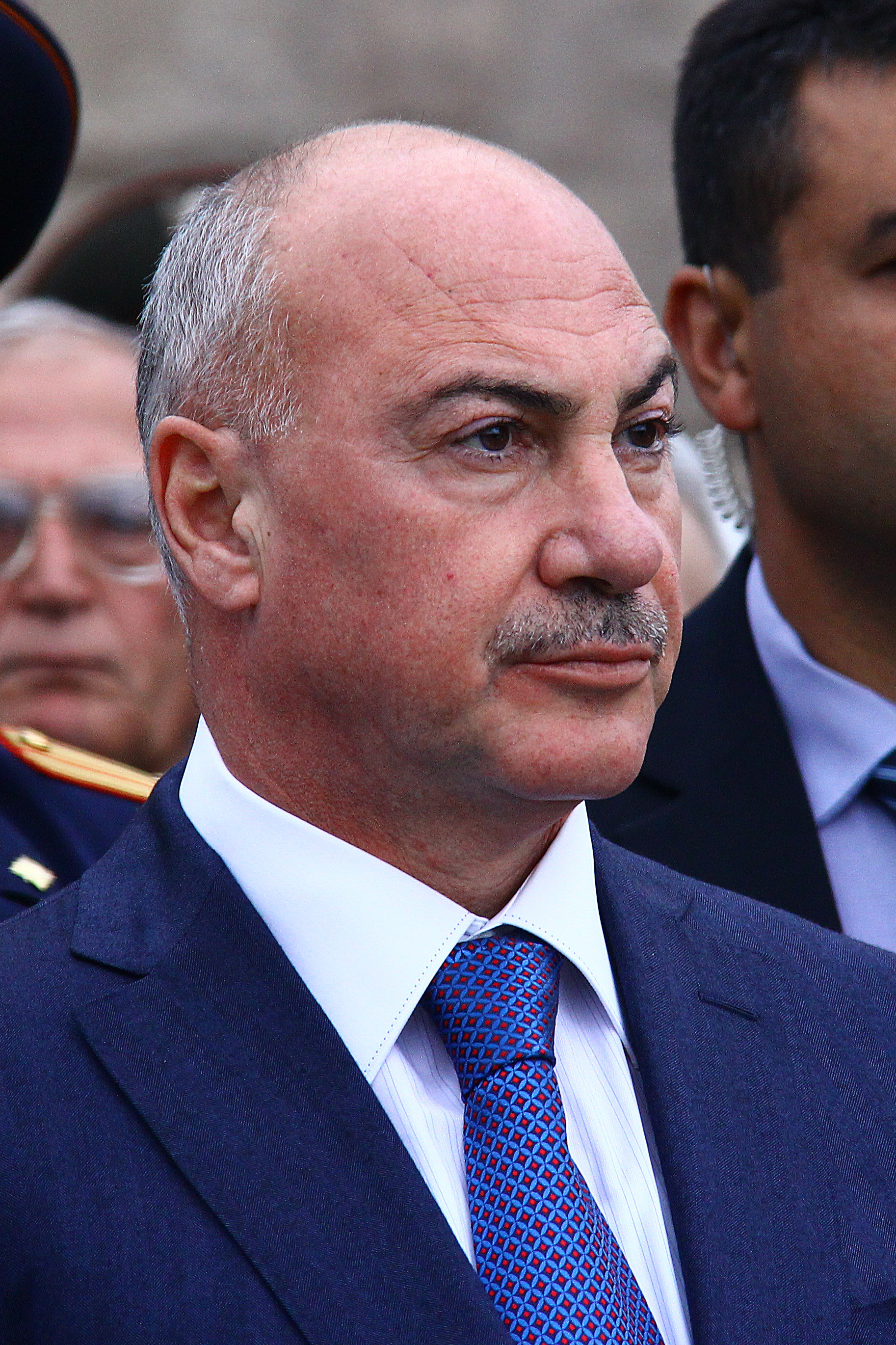

## افتخارات
- قهرمان آرتساخ